# Perisphaeria hirta
Perisphaeria hirta är en kackerlacksart som först beskrevs av Carl Peter Thunberg 1810.  Perisphaeria hirta ingår i släktet Perisphaeria och familjen jättekackerlackor. Inga underarter finns listade i Catalogue of Life.